# Jan Sitek (hokeista na trawie)
Jan Sitek (ur. 12 czerwca 1953 w Siemianowicach Śląskich), polski hokeista na trawie, reprezentant Polski, olimpijczyk.

## Życiorys
Jest synem Bernarda i Pelagii z domu Strójwąs. W 1968 ukończył Zasadniczą Szkołę Zawodową przy Hucie "Jedność" w Siemianowicach Śląskich, uzyskując zawód tokarza. Treningi hokejowe rozpoczął w 1963 w zespole HKS Siemianowiczanki (z klubem tym był związany jego ojciec jako sztangista), z którą kilka lat później świętował m.in. wicemistrzostwo Polski na boiskach otwartych (1970) oraz trzy tytuły mistrza kraju w hali (1977, 1978, 1980). Pozostał zawodnikiem Siemianowiczanki do końca kariery w 1983, jedynie z przerwą w okresie służby wojskowej (1972-1974), kiedy bronił barw WKS Grunwald Poznań (halowe mistrzostwo Polski 1974). Grał na pozycji napastnika.
W latach 1971–1980 wystąpił w 48 meczach reprezentacji narodowej. Zdobył w tych spotkaniach 4 bramki. Uczestniczył w mistrzostwach świata (1975), dwukrotnie w mistrzostwach Europy (1974, 1978), a także w igrzyskach olimpijskich w Moskwie (1980), na których Polska zajęła 4. miejsce.
Uzyskał uprawnienia instruktora hokeja na trawie. Z małżeństwa z Marią Dziuk ma córkę Sylwię.